# Stenopelmatus cahuilaensis
Stenopelmatus cahuilaensis, conocido en inglés como grillo de Jerusalén del valle  Coachella ("Coachella Valley Jerusalem cricket") en Estados Unidos, es una especie de insecto de la familia Stenopelmatidae. Aunque se los suele llamar grillos, no son verdaderos grillos, que pertenecen a otra familia, Gryllidae.
Es originario de los Estados Unidos, específicamente California, Palm Springs, Riverside.